# The Voice Hrvatska
The Voice Hrvatska (ranije: The Voice - Najljepši glas Hrvatske) hrvatska je inačica natjecateljskog pjevačkog showa. Hrvatska radiotelevizija prvu je emisiju prikazala 17. siječnja 2015. Emisija se prikazuje subotom u večernjem terminu na prvome programu Hrvatske radiotelevizije. Prva i druga sezona imale su podnaslov „Najljepši glas Hrvatske” koji se od treće sezone prestao koristiti, ishodujući promjenom imena u samo „The Voice Hrvatska”.

## Osnova
Osnova je formata odabir „najljepšega glasa”. Kandidati s glasovnim talentom sudjeluju u predizboru, a najuspješniji među njima nastupaju na audiciji koju vode četiri mentora.
Prva sezona (2015.): 5 emisija audicija, 4 emisije dvoboja, 6 emisija uživo = ukupno 15 emisija
Druga sezona (2016.): 5 emisija audicija, 3 emisije dvoboja, 2 emisije knockouta, 4 emisije uživo = ukupno 14 emisija
Treća sezona (2019./2020.): 5 emisija audicija, 3 emisije knockouta, 1 emisija dvoboja, 3 emisije uživo = ukupno 12 emisija 
Četvrta sezona (2023./2024.): 5 emisija audicija, 3 emisije knockouta, 1 emisija dvoboja, 3 emisije uživo = ukupno 12 emisija 

## Predizbor
Na The Voice se može prijaviti svaka osoba starija od 18 godina, koja smatra da može pokazati svoj pjevački talent. Dovoljno je ispuniti obrazac i pojaviti se na prednatjecanju. Svaki kandidat mora pristupiti prvomu predizboru i otpjevati jednu pjesmu: nakon nastupa dobiva i mišljenje žirija. Nakon što su svi prijavljeni kandidati pristupili predizboru, žiri donosi rezultate. Svaki kandidat koji želi otići u prvi krug natjecanja mora proći tri predizbora.

## Pregled sezona
| Sezona | Emisije | Trajanje            | Trajanje           | Voditelji                 | Mentori      | Mentori       | Mentori       | Mentori        | Kandidati | Prvoplasirani  | Drugoplasirani | Trećeplasirani    | Četvrtoplasirani     |
| Sezona | Emisije | Prva emisija        | Zadnja emisija     | Voditelji                 | 1            | 2             | 3             | 4              | Kandidati | Prvoplasirani  | Drugoplasirani | Trećeplasirani    | Četvrtoplasirani     |
| ------ | ------- | ------------------- | ------------------ | ------------------------- | ------------ | ------------- | ------------- | -------------- | --------- | -------------- | -------------- | ----------------- | -------------------- |
| 1.     | 15      | 17. siječnja 2015.  | 25. travnja 2015.  | Iva Šulentić Ivan Vukušić | Ivan Dečak   | Tony Cetinski | Indira Levak  | Jacques Houdek | 48        | Nina Kraljić   | Mateo Resman   | Marin Jurić Čivro | Jure Brkljača        |
| 2.     | 14      | 23. siječnja 2016.  | 23. travnja 2016.  | Iva Šulentić Ivan Vukušić | Ivan Dečak   | Tony Cetinski | Indira Levak  | Jacques Houdek | 76        | Ruža Janjiš    | Edgar Rupena   | Alen Đuras        | Vedran Ljubenko      |
| 3.     | 12      | 7. prosinca 2019.   | 22. veljače 2020.  | Iva Šulentić Ivan Vukušić | Ivan Dečak   | Vanna         | Massimo Savić | Davor Gobac    | 79        | Vinko Ćemeraš  | Filip Rudan    | Albina Grčić      | Bernarda Bobovečki   |
| 4.     | 12      | 11. studenoga 2023. | 27. siječnja 2024. | Iva Šulentić Ivan Vukušić | Dino Jelusić | Vanna         | Damir Urban   | Davor Gobac    | 85        | Martin Kosovec | Ana Širić      | Luka Novokmet     | Jakov Peruško Rihtar |

### Prva sezona (2015.)
Voditelji prve sezone bili su Iva Šulentić i Ivan Vukušić, a mentori Tony Cetinski, Jacques Houdek, Ivan Dečak i Indira Levak. Prva sezona emitirana je 2015. Pobjednica prve sezone je Nina Kraljić, a natjecali su se i Ana Opačak, Bruna Oberan, Marin Jurić Čivro, Iva Gortan, Elena Stella, Jure Brkljača, Dino Petrić, Ema Gagro i ostali.
Trajanje: 17. siječnja 2015. – 25. travnja 2015.

### Druga sezona (2016.)
Mentori i voditelji su ostali isti kao i u prvoj sezoni: voditelji Iva Šulentić i Ivan Vukušić, a mentori Tony Cetinski, Jacques Houdek, Ivan Dečak i Indira Levak. Druga sezona emitirana je 2016. Pobjednica druge sezone je Ruža Janjiš, a natjecali su se i Eni Jurišić, Stefani Žužić, Vedran Ljubenko, Alen Đuras i ostali.
Trajanje: 23. siječnja 2016. – 23. travnja 2016.

### Treća sezona (2019./2020.)
23. svibnja 2019. raspisan je natječaj za treću sezonu s rokom prijave do 23. lipnja 2019. Treća sezona emitirat će se na HRT-u subotama. Dana 2. listopada 2019. HRT je objavio nove mentore za treću sezonu: Ivan Dečak, Vanna, Massimo i Davor Gobac.
Pobjednik treće sezone je Čapljinac Vinko Ćemeraš iz tima Gobac.
Drugi po broju osvojenih glasova je Filip Rudan, treća je Albina Grčić, a četvrta Bernarda Bobovečki.
Trajanje: 7. prosinca 2019. – 22. veljače 2020.

### Četvrta sezona (2023./2024.)
Natječaj za četvrtu sezonu showa bio je otvoren od 10. ožujka do 11. travnja 2023. A emisija je počela sa prikazivanjem 11. studenoga 2023. i trajat će do 27. siječnja 2024. na HRT-u.
Mentori u četvrtoj sezoni su: Davor Gobac, Damir Urban, Vanna i Dino Jelusić.
Pobjednik četvrte sezone "The Voice Hrvatska" je Martin Kosovec iz tima Vanna.
Druga po broju osvojenih glasova  je Ana Širić, treći je Luka Novokmet, a četvrti je Jakov Peruško Rihtar.

### Peta sezona (2026./2027.)
Peta sezona najavljena za jesen 2025. godine, zbog uspješne prve sezone dječje inačice showa odgođena je za godinu kasnije.

## The Voice Kids
Hrvatska radiotelevizija potpisala je ugovor s ITV Studiom za hrvatsku inačicu britanske emisije The Voice Kids.

## Vanjske poveznice
- The Voice Hrvatska službena stranica
- The Voice: Najljepši glas Hrvatske u internetskoj bazi filmova IMDb-a
- Službena stranica na Facebooku
- Službena stranica na Instagramu
- The Voice Croatia (korisnik) na YouTubeu
- Večernji.hr – The Voice (svi članci)